# Grzegorz Śniegowski
Grzegorz Śniegowski (ur. 17 sierpnia 1962 w Gnieźnie) – polski żużlowiec i trener sportu żużlowego.

## Życiorys
Licencję żużlową zdobył w 1981 roku. W czasie swojej kariery reprezentował kluby Apatora Toruń (1982–1986) oraz Startu Gniezno (1987–1988).
Dwukrotny medalista drużynowych mistrzostw Polski (1983 – brązowy, 1986 – złoty), młodzieżowy drużynowy mistrz Polski (Toruń 1985), dwukrotny finalista mistrzostw Polski par klubowych (Rybnik 1985 – VII m., Toruń 1986 – złoty medal), dwukrotny finalista młodzieżowych indywidualnych mistrzostw Polski (Opole 1982 – XIII m., Gniezno 1983 – V m.).
Po zakończeniu kariery zawodniczej był trenerem m.in. w Starcie Gniezno.